# 3XN
3XN architects ist ein national und international tätiges dänisches Architekturbüro mit Hauptsitz in Kopenhagen. Als Architektenpartnerschaft ist 3XN mit insgesamt fünf Bürostandorten in Dänemark, Schweden, England, Australien und den Vereinigten Staaten vertreten.

## Geschichte
Das Büro wurde 1986 in Aarhus, Dänemark, von den jungen Architekten Kim Herforth Nielsen (* 1954), Lars Frank Nielsen und Hans Peter Svendler Nielsen gegründet.
2022 wurde das Büro für den Büroturm „Quay Quarter Tower“ in Sydney mit dem Internationalen Hochhaus Preis ausgezeichnet. Außerdem entwarfen 3XN architects mit dem Schüco One, die Unternehmenszentrale von Schüco, das erste Gebäude weltweit, das mit allen drei Nachhaltigkeitszertifizierungen der Labels DGNB, LEED und BREEAM ausgezeichnet wurde.

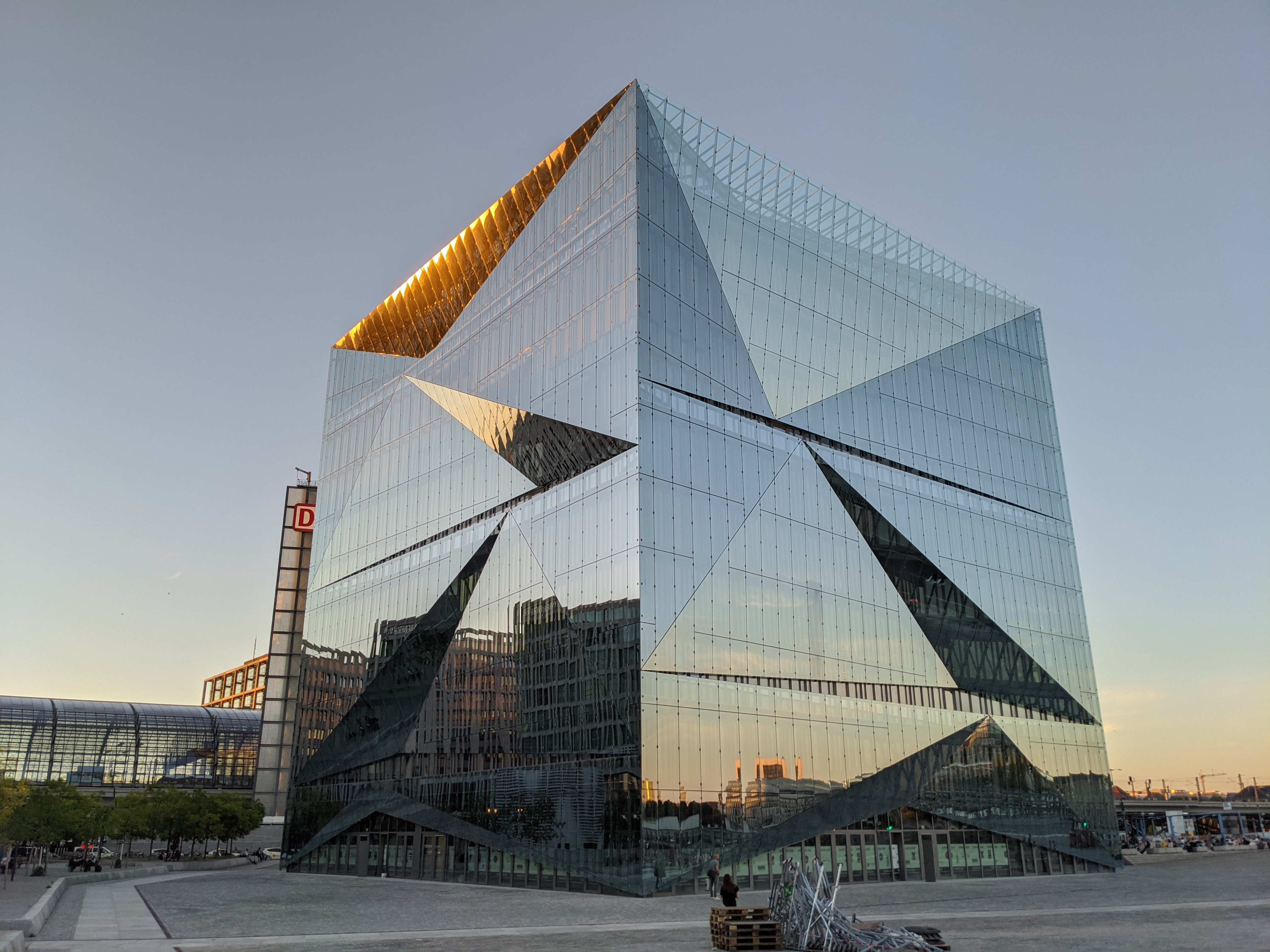
Der Cube Berlin

## Realisierte Bauwerke (Auswahl)
- Nordische Botschaften, Berlin, Fertigstellung 1999[3]
- Bella Sky Hotel, Kopenhagen, Fertigstellung 2011
- Royal Arena, Kopenhagen, Fertigstellung 2017
- Cube Berlin, Berlin, Wettbewerb 2007, Fertigstellung 2020[4]
- Quay Quarter Tower, Sydney, Wettbewerb 2014, Fertigstellung 2022
- Schüco One, Bielefeld, Fertigstellung 2022

## Auszeichnungen und Preise
- Quay Quarter Tower in Sydney, Internationaler Hochhauspreis